# 南部橋 (富士川)
南部橋（なんぶはし）は、山梨県南巨摩郡南部町 にある富士川に架かる橋である。

## 概要
旧南部町域の栄地区と睦合地区を結ぶ唯一の橋である。身延線が開通する前は両地区は渡し船が使われていたが同線が内船駅まで開業すると架橋の議論が行なわれ、1932年(昭和7年)に最初の木橋が架けられた。しかし仮橋のため橋脚が低かったうえ当時は上流のダムも水力発電所による取水もなく、大雨が降ると日本三大急流と称される富士川はすぐに増水し、木造の仮橋はたちまち流されてしまった。1941年（昭和16年）に永久橋が架かけられたが、太平洋戦争が間近に迫り戦時統制のため鉄材不足により木造橋として再架橋した。この橋も戦後の1948年（昭和23年）に大破したことから1950年（昭和25年）から順次鋼鉄製のトラス橋に架け替えられ、1957年（昭和32年）に完成。1959年（昭和34年）に流失するも翌年すぐに再架設され、その後は後述の新橋が架橋されるまで流出・破損することはなかった。
21世紀に入り橋脚部分が経年50年以上経過し老朽化が進行していること、1970年（昭和45年）に歩道部が増設されたものの道路部の幅員が5.5mしかなく（旧橋の画像を見ての通り幅員が狭すぎて道路構造令によるセンターラインの敷設が行われていない）、かつ14tの重量制限がかかっており中部横断自動車道の工事車両通行の妨げになっていたことから460m下流に新しい桁橋の工事が2003年（平成15年）より行なわれ、2011年（平成23年）8月4日に開通した。新橋開通と同時に旧橋は閉鎖され、その後解体されている。

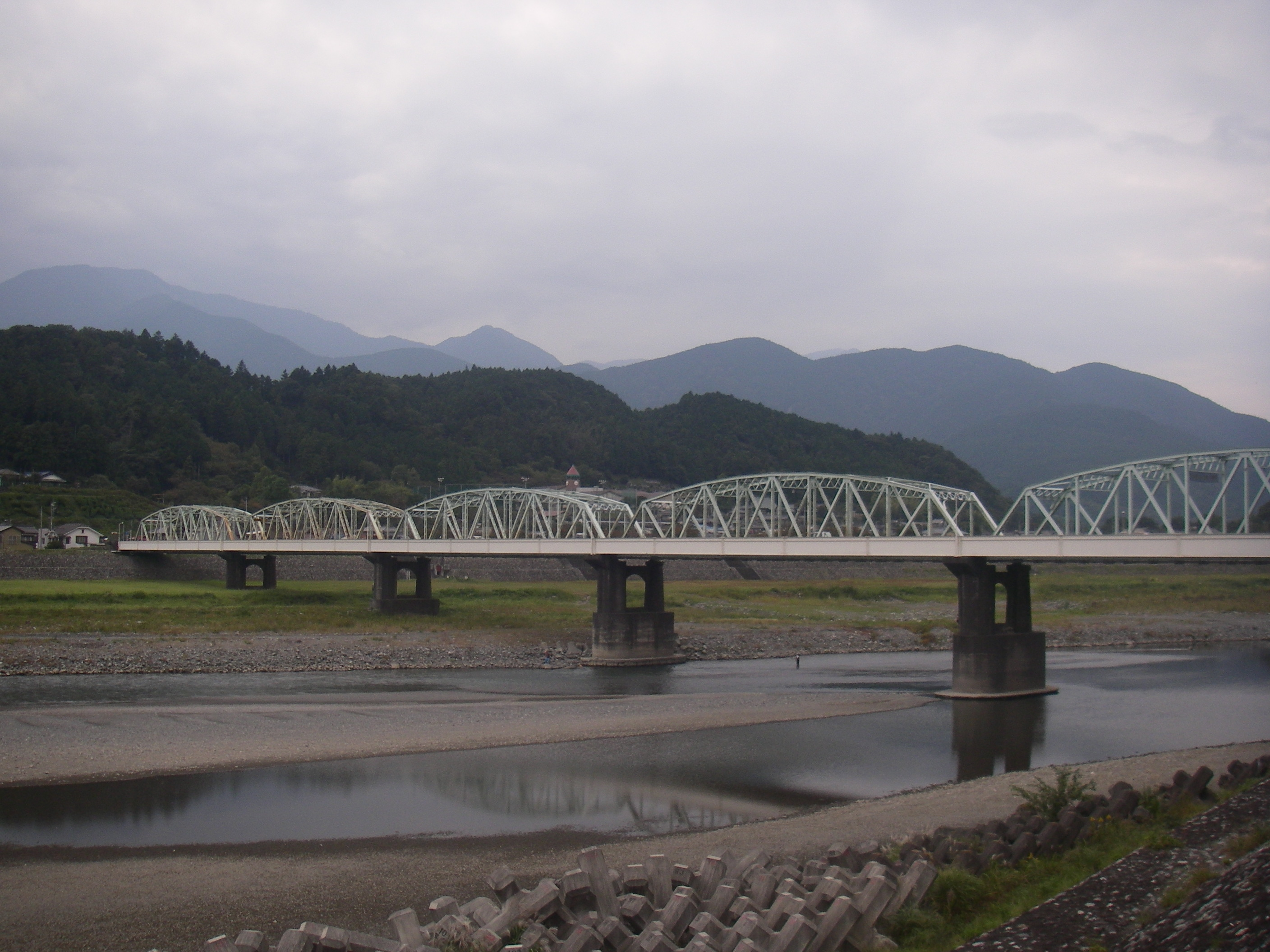
旧橋（2008年10月）
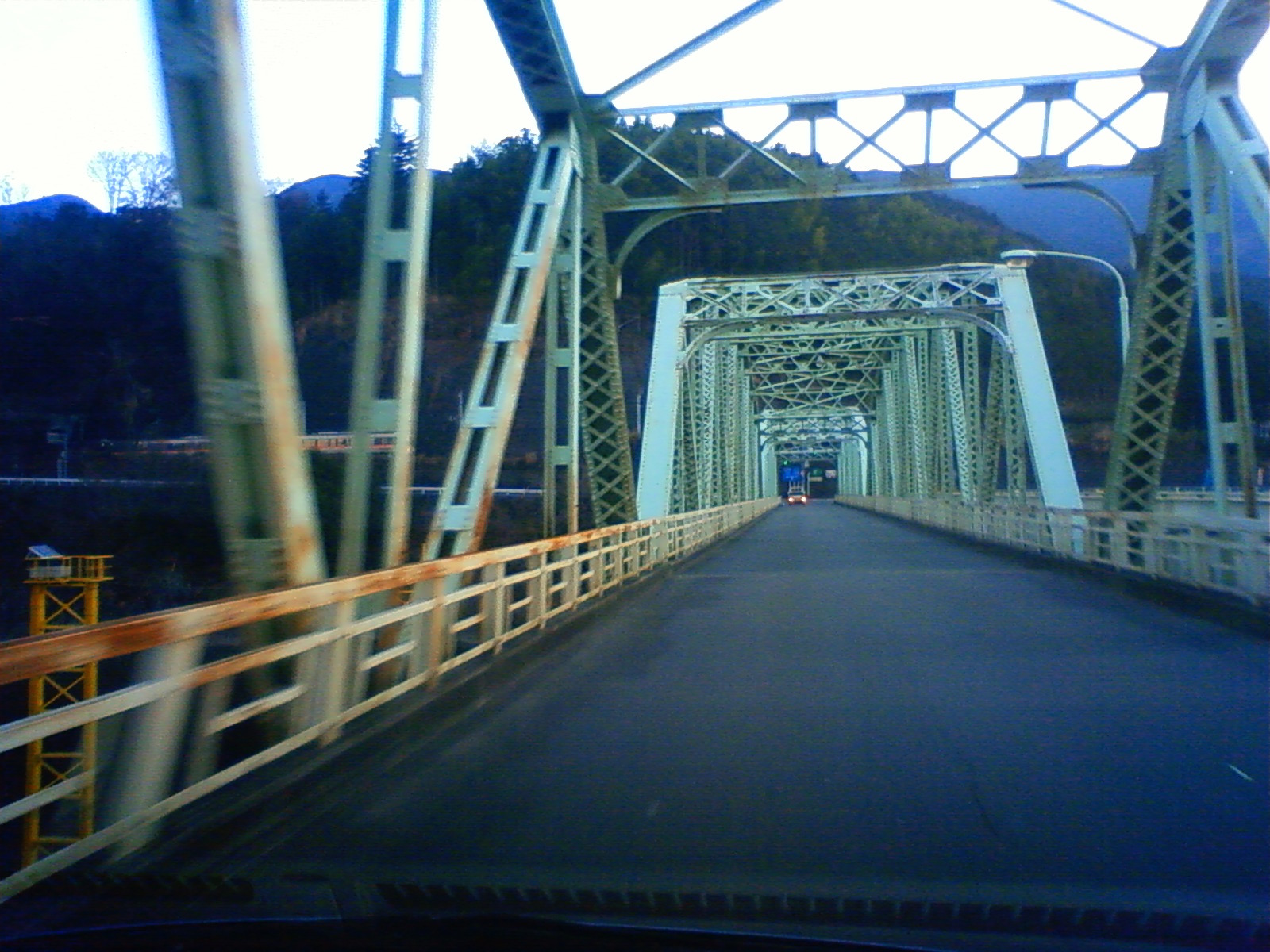
旧橋（2008年12月）
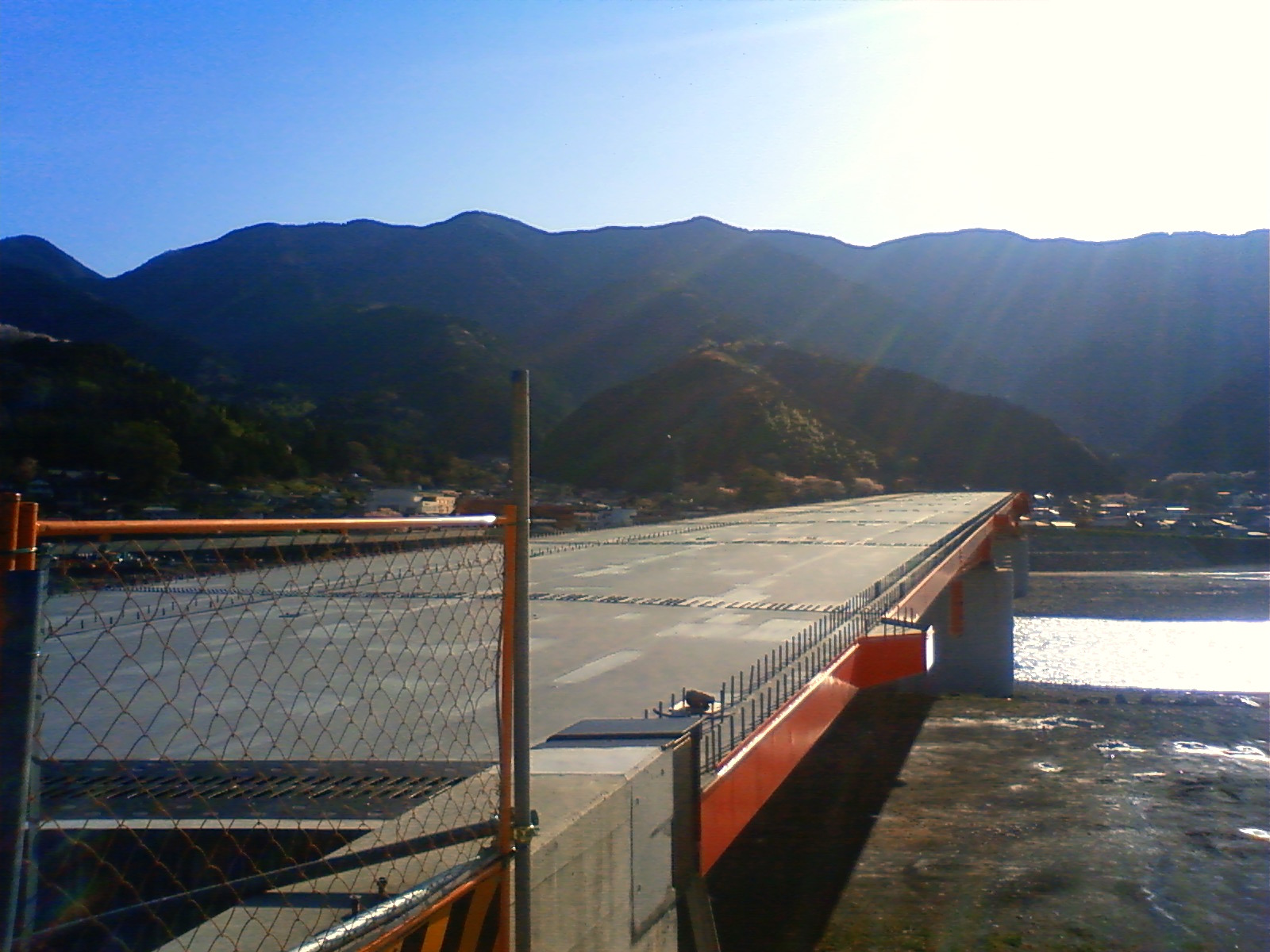
建設中の新橋（2010年4月）
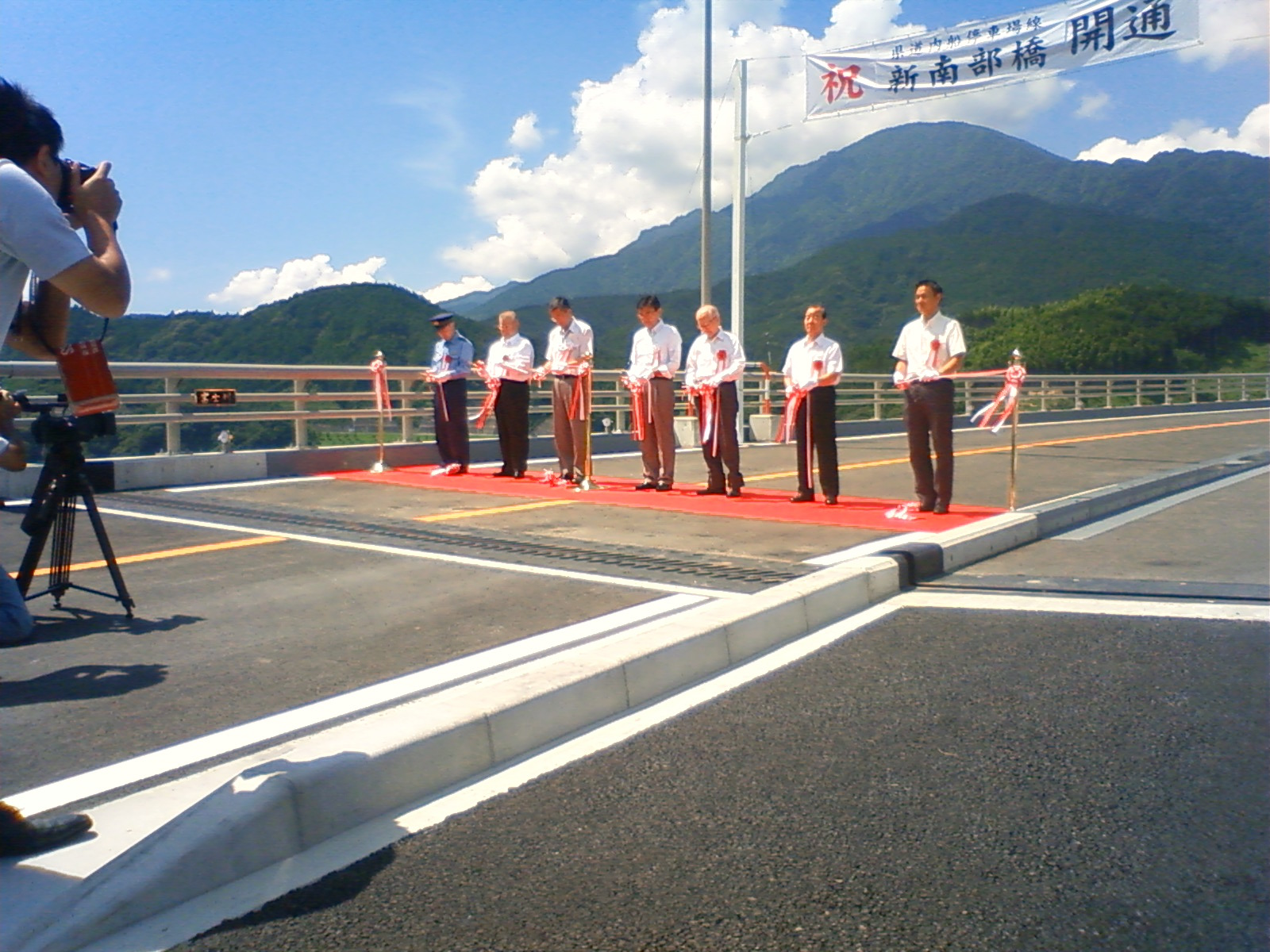
新橋の開通式（2011年8月4日）

## 諸元

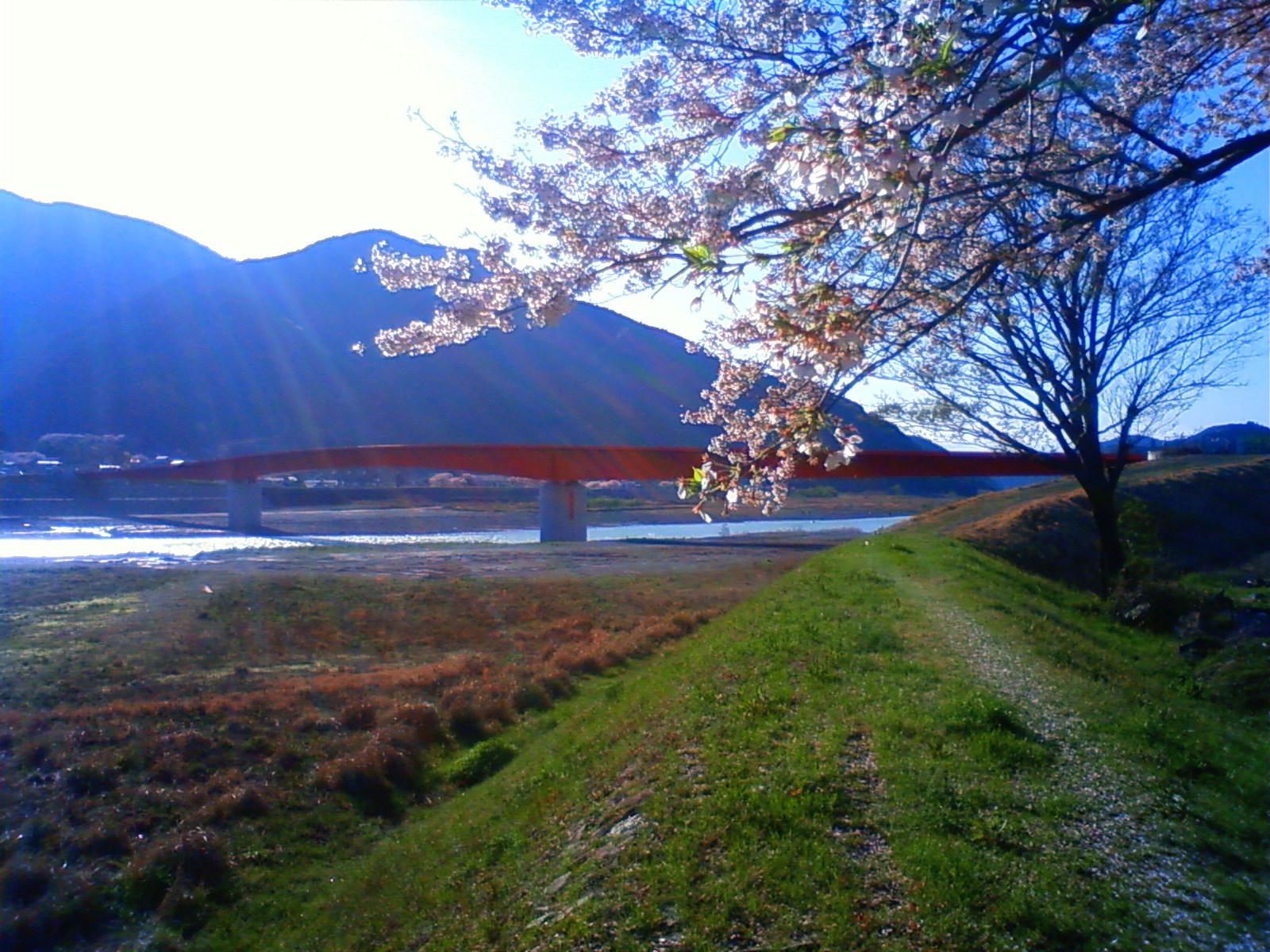
新橋（2010年4月）

|      | 開通年 | 全長 | 全幅 | 車道部幅 | 車線数 | 備考                 | 参考資料 |
| ---- | ------ | ---- | ---- | -------- | ------ | -------------------- | -------- |
| 新橋 | 2011年 | 352m | 10m  | 7m       | 2車線  |                      | (PDF)    |
| 旧橋 | 1957年 | 268m | 7m   | 5.5m     | 2車線  | 新橋開通後閉鎖・解体 | [ 2 ]    |

路線名：山梨県道803号内船停車場線

## その他
- 毎年8月15日に南部の火祭りが開催されるが、内船駅からメイン会場を結ぶ唯一のルートであることから非常に混雑する。橋の上であることから花火打ち上げ時の眺めはいいが安全上の理由で通行制限がかかることがある[4]。
- テレビアニメ『ゆるキャン△』第一話のEDにて各務原なでしこが通学のため自転車で当橋を渡って内船駅へ向かう描写があり、遠景で南部地区と内船地区も映っている[5]。